# Andrena nitida
Andrena nitida је врста инсекта из реда опнокрилаца - Hymenoptera, породице Apidae.

## Распрострањење
Насељава Европу и западни део Азије. Може се наћи и у Србији. Насељава различите типове станишта, углавном травната.

## Опис
Andrena nitida спада међу крупније врсте рода Andrena. Већа је од медоносне пчеле - Apis melifera. Тело је длакаво, а боја тела варира од сиве до црне. Женке имају танке бочне траке беле пубесценције на трбушним сегментима, а мужјаци имају беле длаке на лицу. Имаго је активан од априла до јуна месеца, а женке јаја полажу у земљу. Хране се поленом различитих врста биљака.

## Синоними
- Andrena pubescens Oliver 1789
- Andrena consimilis Smith,F 1847
- Andrena (Melandrena) nitida (Müller, 1776)